# Pascal Lamy

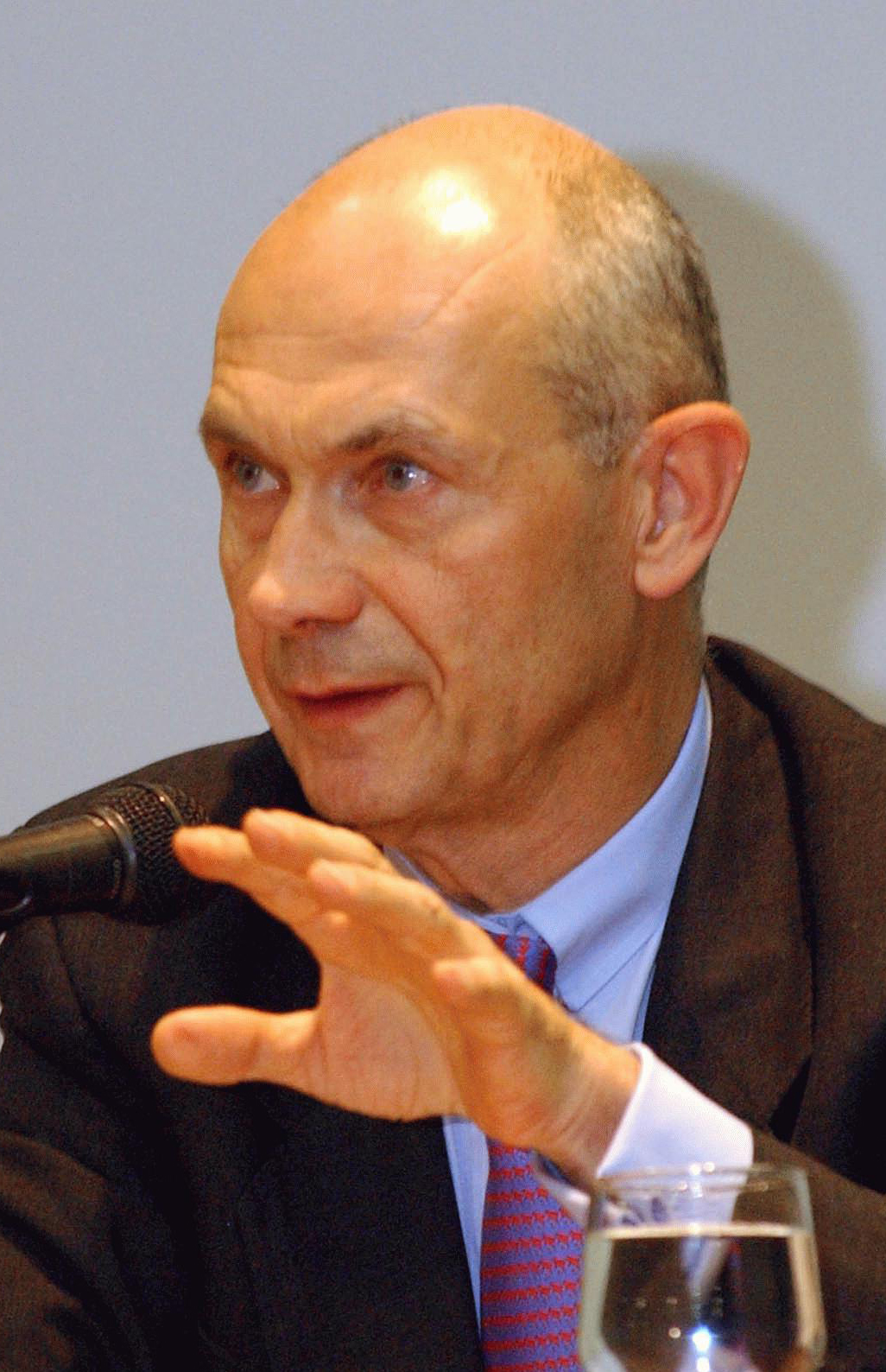
Pascal Lamy (2003)

Pascal Lamy [pasˈkal laˈmi] (* 8. April 1947 in Levallois-Perret bei Paris) ist ein französischer Politiker. Lamy war von 1999 bis 2004 EU-Kommissar für Außenhandel. Von September 2005 bis August 2013 war er Generaldirektor der Welthandelsorganisation (WTO).

## Leben
Pascal Lamy wurde als Sohn von Jacques Lamy und Denise Dujardin geboren.
Am 2. Juni 1972 heiratete er die Juristin Geneviève Luchaire. Er hat drei Söhne (Julien, David und Quentin).

## Ausbildung
Nachdem er das Lycée Carnot in Paris besuchte, studierte er Rechtswissenschaften, Politische Wissenschaften an der École des hautes études commerciales de Paris (HEC), dem renommierten Institut d’études politiques de Paris (Sciences Po Paris) und von Januar 1973 bis Mai 1975 Verwaltungswissenschaften an der ENA.

## Karriere

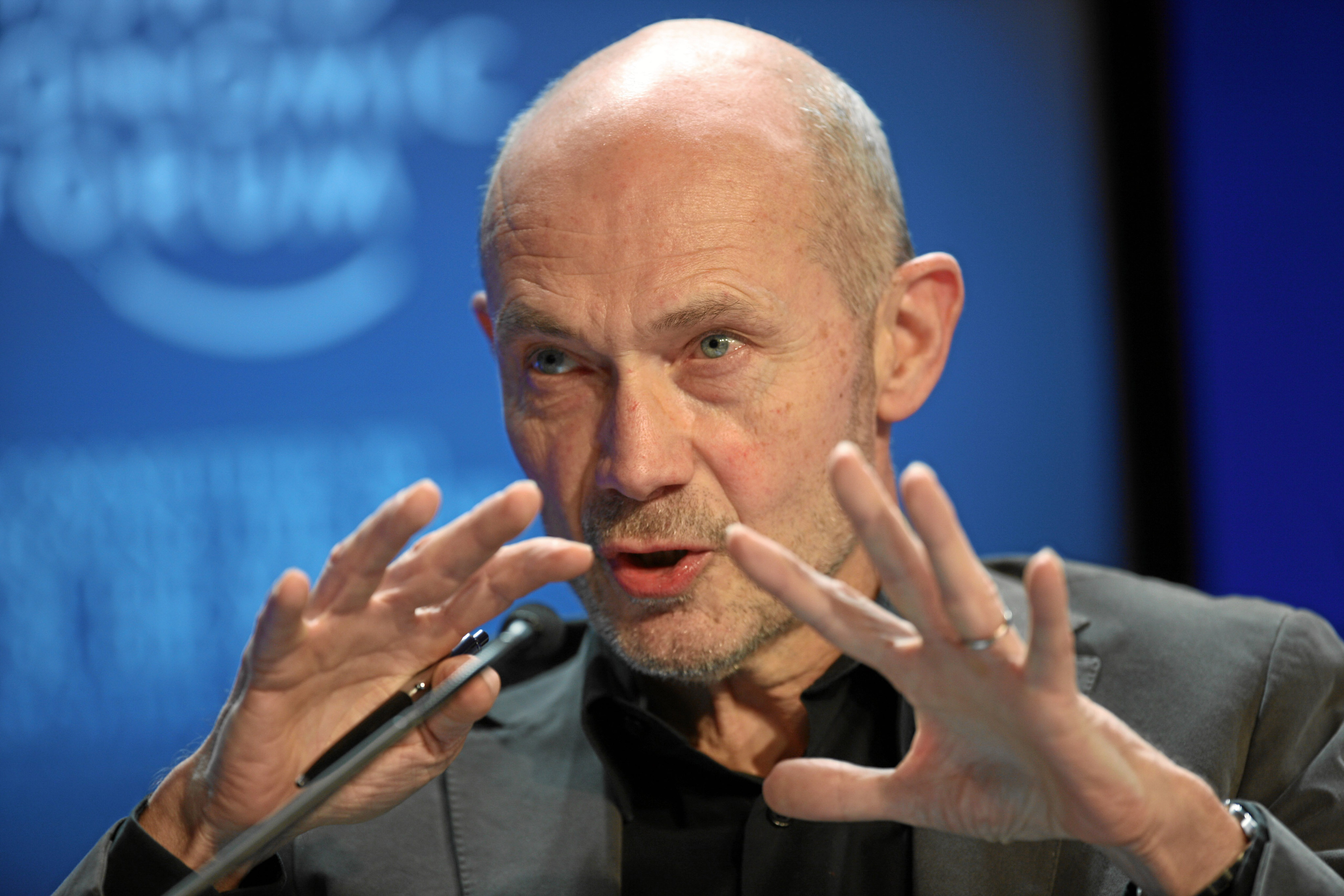
Lamy während des WEF 2010

1969 trat er der Parti Socialiste bei. Nach mehreren Aufgaben im öffentlichen Dienst (im Finanz- und Wirtschaftsbereich) wurde er 1981 Berater (1982 stellvertretender Direktor) des Finanz- und Wirtschaftsministers Jacques Delors. Schließlich wurde er von 1983 bis 1984 stellvertretender Direktor im Kabinett des Premierministers Pierre Mauroy, bei den G7 auch dessen Vertreter. 1985 begann seine europapolitische Karriere, er war Direktor im Kabinett des Kommissionspräsidenten Jacques Delors bis April 1994.
Von November 1994 bis 1999 arbeitete er bei der französischen Bank Crédit Lyonnais, zuletzt als Generaldirektor, um diese wiederaufzubauen und zu privatisieren.
Von 1999 bis 2004 kehrte er in die europäische Politik zurück. Unter Kommissionspräsident Romano Prodi amtierte Lamy als Handelskommissar.
Am 26. Mai 2005 wurde Lamy auf der Tagung der Welthandelsorganisation (WTO) in Genf zum Nachfolger von Supachai Panitchpakdi als Generaldirektor dieser Organisation auf vier Jahre gewählt und trat dieses Amt im September 2005 an. 2009 trat er eine zweite vierjährige Amtszeit an. 2013 wurde er von Roberto Azevêdo abgelöst.
Des Weiteren war er im April 1995 im Büro der Organisation Europäische Bewegung International, 1999 bei der französischen Elitevereinigung „Le siècle“ und als Präsident des Thinktank „Notre Europe“ sowie als Professor an der Sciences Po Paris tätig. Lamy ist ein Berater für den transatlantisch Thinktank European Horizons.

## Publikationen
- La démocratie monde: pour une autre gouvernance globale, Seuil, 2004, ISBN 2-02-063259-4
- L'Europe en première ligne, Seuil, 2002, ISBN 2-02-060105-2
- L'Europe de nos volontés, mit Jean Pisani-Ferry, Plon, 2002, ISBN 2-259-19616-0
- Monde-Europe, Dunod, 1993, ISBN 2-10-001731-4

## Auszeichnungen
- 1991: Großes Verdienstkreuz mit Stern des Verdienstordens der Bundesrepublik Deutschland
- 1995: nationaler luxemburgischer Verdienstorden (Kommandeur)
- 1999: Offizier der Ehrenlegion (Frankreich)
- 2000: gabunischer Verdienstorden (Offizier)
- 2003: Ehrendoktortitel der Université catholique de Louvain in Belgien
- 2003: mexikanischer Ehrenorden
- 2004: chilenischer Verdienstorden
- 2009: Ehrendoktorwürde der Universität Genf
- 2009: Europapreis für politische Kultur
- 2010: Weltwirtschaftlicher Preis
- 2012: Großkreuz des Verdienstordens der Italienischen Republik
- 2013: Kommandeur der Ehrenlegion

## Trivia
Lamy hatte in der 1. Staffel der Fernsehserie Parlament einen kurzen Auftritt, in dem er sich selbst spielt.